# 卵黄栓
卵黄栓（らんおうせん、英: yolk plug）は、原口の腹唇の形成中に作られる内胚葉細胞のパッチ。卵黄プラッグとも。
卵黄栓は両生類の胞胚の植物極表面上の大きな内胚葉細胞のパッチであり、最終的に被包に吸収される。動物極側の細胞は黒っぽいため、その内側に黄色っぽい円盤として観察される。